# Folkerepublikken Lugansk
|  | Denne artikel kan blive påvirket af en aktuel begivenhed Informationerne i artiklen kan blive ændret hurtigt, som begivenheden skrider frem. Indledende nyhedsrapporter kan være upålidelige. De seneste ændringer på denne artikel reflekterer muligvis ikke den mest aktuelle information. |

Folkerepublikken Lugansk er en statsdannelse i den ukrainske oblast Luhansk oblast. Folkerepublikkens løsrivelse fra Ukraine har kun opnået begrænset international anerkendelse. Luhansk-området er især kendt for minedrift og en lokomotivfabrik.

## Baggrund
Efter Euromajdanprotestbevægelsen og omstyrtelsen af Ukraines præsident Viktor Janukovitj under den ukrainske revolution i 2014, øgede lokale Antimaidan og pro-russiske protester i området, og kulminerede i proklamationen af Folkerepublikken Lugansk den 27. april 2014. Myndighederne i folkerepublikken afholdt en folkeafstemning den 11. maj for at legitimere proklamationen, og erklærede efterfølgende uafhængighed af Ukraine den 12. maj 2014. Den 24. maj 2014 enedes folkerepublikkens regering med lederne af Folkerepublikken Donetsk om at skabe en føderation, kendt som Novorossiya, Den Føderative stat Nyrusland.

## Anerkendelse
Folkerepublikken Lugansk blev ikke anerkendt af FN-medlemsstat ved sin udråbelse. Den umiddelbart inden etablerede Folkerepublikken Donetsk anerkendte dog Folkerepublikken Lugansk, og de to republikker erklærede den 22. maj 2014 dannelsen af en konføderation mellem republikkerne under navnet Konføderationen Nyrusland (russisk: Федеративное государство Новороссия; Союз Народных Республик; ukrainsk: Федеративна держава Новоросія; Союз народних республік) og underskrev formel traktat herom den 24. maj 2014. De to republikker var ikke indtil 2022 anerkendt af noget FN-medlemsland. Republikkerne blev anerkendt af en anden udbryderstat, Syd-Ossetien, der er anerkendt af enkelte FN-medlemsstater og enkelte ikke-FN-medlemsstater.
Rusland afholdt sig fra at anerkende Folkerepublikken Donetsk, men tilbød i stedet at mægle mellem Ukraine og republikken, uden at dette førte noget resultat. I forbindelse med Ruslands invasion af Ukraine 2022 meddelte Rusland den 21. februar 2022, at Rusland anerkender Folkerepublikken Lugansk og at russisk militær skal opretholde "lov og orden" i republikken. Den 22. februar 2022 underskrev parlamentet i Folkerepublikken Lugansk en traktat med Rusland om gensidigt forsvarssamarbejde, der bl.a. forpligter Rusland til at forsvare angreb på Folkerepublikken Lugansks territorium.
Folkerepublikken Lugansk har efter 2014 været under begrænset ukrainsk kontrol. Der har eksempelvis ikke været afholdt ukrainske valg i området siden 2014 og Ukraine udbetaler ikke pensioner til indbyggerne i området. Andre lande har anerkendt parlamentsvalget i Lugansk.
Forsvarere af folkerepublikken betragtes af Ukraine som terrorister.

## Sammenbrud af Novorossiya i maj 2015
Den 20. maj 2015 oplyste ledelsen af Novorossiya at føderationsprojekt var lagt på is da føderationen ikke var i overensstemmelse med Minsk II-aftalerne..
I juni 2015 indsendte lederne af Folkerepublikken Donetsk og Folkerepublikken Lugansk forslag til ændringer til Ukraines forfatning, hvor de opfordrede til oprettelse af en stor autonom Donbass-region omfattende Donetsk, Luhansk og den Autonome Republik Krim inden for rammerne af Ukraine.
Det overvejende ukrainsksprogede område nord for byen Luhansk var indtil 2022 kontrolleret af Ukraine og lokale "selvforsvarsstyrker".